# 対北放送
対北放送（たいほくほうそう、韓国語：대북방송）は、北朝鮮住民に聴取させる事を目的とした放送を指す総称。主に短波や中波を使って放送される。

## 主要な対北放送

### 大韓民国
公然放送
- 自由の声（拡声器放送・FM放送。1962～1972、1980～2004、2010年～）
- KBS韓民族放送（1972年～）
- 荒れ野の声（1993年～）
- 北方宣教放送（1995年～）
- 自由北朝鮮放送（2005年～）
- 自由朝鮮放送（2005年～）
- 開かれた北韓放送（2005年～）
- 北韓改革放送（2007年～）
- 自由の声（短波放送。2008年～）
- 大韓民国国防部放送（2010～2013年）
- 殉教者の声
- 極東放送
- 北朝鮮民主化委員会（CDNK）
- 国民統一放送

地下放送
- 希望のこだま放送（1973～2025年）
- 人民の声（1986～2025年）
- 自由コリア放送

### アメリカ合衆国
- ボイス・オブ・アメリカ（1942～2025年）
- ラジオ・フリー・アジア（1997～2025年）

### 日本
- しおかぜ（2005年～）
- ふるさとの風・日本の風（2007年～）

### 英国
- BBC朝鮮語放送（2017年～）